# De Weldoener Blond
De Weldoener Blond is een Nederlands blond bier dat sinds 2011 wordt gebrouwen door Brouwerij Maallust. Het is een ongefilterd en niet gepasteuriseerd bier van hoge gisting. Het bier heeft een goudgele kleur en een volle schuimkraag. De smaak wordt omschreven als bitterzoet en iets hoppig, met een soepele afdronk. Het bier heeft een fris en bloemig aroma. Het alcoholpercentage is 6,7%. De serveertemperatuur is 6-7°C.
Het bier, oorspronkelijk bekend als Maallust Blond, kreeg later de naam De Weldoener. Deze naam is geïnspireerd door de Maatschappij van Weldadigheid. Deze maatschappij had als doel de armoede in Nederland te bestrijden door landbouwkoloniën op te richten, waaronder in Veenhuizen, waar Brouwerij Maallust is gevestigd.

## Onderscheidingen
Het bier werd bekroond met een bronzen medaille tijdens de Dutch Beer Challenge van 2016. In 2022 volgden een gouden medaille in de categorie 'Blond-/Meibock' en de Mitra Award voor het 'Beste Bier van Nederland'.